# Arraigadas
En un buque, se llaman arraigadas a los trozos de cabo que sirven para la seguridad de las obencaduras de los masteleros al modo en que las cadenas de las mesas de guarnición sujetan las de los palos mayores. Para ello, se hacen firmes en los obenques de estos en los mismos puntos en que se dan las jaretas desde donde van al canto de la cofa respectiva. 